# Vanessa Lane
Vanessa Lane (Nueva York; 14 de octubre de 1983) es una actriz pornográfica retirada estadounidense.

## Biografía
Nació con el nombre de Kristen Marie Sturdevant en octubre de 1983 en la ciudad de Nueva York, siendo la única chica de un matrimonio conservador de cinco hijos. Durante su etapa en la escuela, sus padres la animaron a participar en diversas actividades extraescolares, como coro, teatro y gimnasia, llegando a entrar como la única chica en el equipo de lucha libre de su escuela.
Una vez cumplidos los 18 años, comenzó a trabajar como estríper. La profesión la llevó a cabo en lugares de la Costa Este, en el Golfo de México y, finalmente, en California. Allí se encontró con la estrella porno peruana Alexis Amore, que la introdujo en el ambiente de la industria pornográfica, en la que entró finamente en 2004, a sus 21 años de edad.
También ha hecho apariciones fuera del cine porno. Lane participó en un episodio del reality Dr. 90210, en la que el doctor Robert Rey se negaba a practicarle una cirugía plástica en los senos por su hábito a fumar.
Vanessa logró gran reconocimiento dentro de la industria gracias a su flexibilidad delante de las cámaras, mostrando cómo era capaz era de realizar flexiones y torsiones en varias posiciones. Este nivel de capacidad física se debía en gran medida en parte a su práctica diaria de kickboxing, yoga y pilates.
Vanessa Lane destacó por lo amplió y variado de su filmografía. Algunos de sus tantos trabajos son MILF Attack 2, Teen Big Boobie Babes, 2 Fast For Ass, Anal Authority, Analogy 2, Innocent Desires 2, Moms A Cheater 4 o Vault of Whores.
Decidió retirarse del mundo del porno en 2012, con más de 480 películas grabadas.

## Premios y nominaciones
| Año  | Ceremonia        | Resultado | Premio                         | Trabajo                    |
| ---- | ---------------- | --------- | ------------------------------ | -------------------------- |
| 2006 | Premios AVN      | Nominada  | Mejor actriz revelación        | —                          |
| 2006 | Premios AVN      | Nominada  | Mejor escena de sexo en grupo  | Lexie & Monique Love Rocco |
| 2006 | Premios F.A.M.E. | Nominada  | Estrella de sexo oral favorita | —                          |
| 2007 | Premios F.A.M.E. | Nominada  | Estrella de sexo oral favorita | —                          |
| 2007 | Premios F.A.M.E. | Nominada  | Culo favorito                  | —                          |
| 2008 | Premios AVN      | Nominada  | Mejor escena de sexo anal      | Flesh Hunter 9             |
| 2008 | Premios F.A.M.E. | Nominada  | Estrella de sexo oral favorita | —                          |